# Laia Sanz
Laia Sanz i Pla-Giribert (Corbera de Llobregat, Barcelona, 11 de diciembre de 1985) es una piloto de trial, enduro y rally raid española, catorce veces campeona del mundo de trial y seis veces campeona del mundo de enduro.
Asimismo, ha terminado en once ocasiones el Rally Dakar logrando la victoria en la categoría femenina de motos en todas ellas, en 2011, 2012, 2013, 2014, 2015, en el que logró el noveno puesto absoluto, siendo el mejor resultado femenino de la historia, 2016, 2017, 2018, 2019, 2020 y 2021. En 2022 participa en la categoría de coches por primera vez con un MINI del equipo X-RAID MINI JCW TEAM consiguiendo acabar en la posición 23.ª de un total de 72 coches que acabaron el Rally Dakar y haciéndose con el Trofeo Femenino de la FIA. En 2024 acaba 3.ª en la categoría 4x2 del Rally Dakar y 15.ª en la clasificación general.

## Trayectoria

### Primeros años
Laia aprendió a montar en bicicleta cuando tenía cuatro años de edad. Tuvo el primer contacto con una moto el mismo año, su padre colocó el asiento de su bicicleta sobre el tanque de gasolina de su moto. Cuando tenía cinco años, la pasión había crecido y, sin decírselo a nadie, comenzó a montar en la moto de su hermano. El hermano mayor de Laia, Joan, también aficionado al motociclismo, tenía una Montesa Cota de 25 cc.
En 1992, con siete años y alentada por su madre, participó en una carrera del campeonato catalán júnior que se celebraba en su pueblo. Terminó en última posición, sin que esto afectara a su moral. Al año siguiente participó en el mismo campeonato desde la primera carrera, uniéndose así a un deporte dominado por hombres del que no se organizaban campeonatos femeninos en aquella época.
En 1997 ganó su primera carrera en un campeonato masculino, montando una moto de 80 cc. También participó en una competición internacional femenina por primera vez. En 1998 participó en la primera edición del Campeonato Europeo de Trial Femenino, no oficial en ese momento, y lo ganó. Tenía solo doce años y compitió junto a participantes extranjeros más maduros, atrayendo la atención de aficionados y equipos profesionales. Gracias a este resultado, comenzó a considerar llevar adelante una carrera profesional como piloto. También en 1997, participó en el Campeonato de Trial Español, donde fue la única piloto femenino.

### Debut internacional
En 2000 ganó el Campeonato Español Cadete, siendo de nuevo la única piloto femenina. Este es el título, entre todos los obtenidos, que le ha proporcionado mayor satisfacción. Este año se celebraron las primeras ediciones del Campeonato Europeo de Trial Femenino y del Campeonato del Mundo de Trial Femenino, en las que tomó parte logrando su primer título mundial y terminado en segunda posición en el campeonato europeo.
A partir de esa fecha ha acumulado numerosos títulos en competiciones internacionales femeninas, ganando el Campeonato del Mundo de Trial Femenino siete veces consecutivas (2000-2006). También ha competido en campeonatos masculinos con buenos resultados.
Tras varios años corriendo con la marca italiana de motocicletas Beta, en 2004 se cambió alequipo oficial de  Montesa-HRT. Ha ganado títulos mundiales, europeos y españoles con ambas casas. En 2007 no consiguió conquistar su octavo título del mundo (quedó segunda, empatada a puntos con la primera, Iris Krämer), que hubiera supuesto el desempate con Dougie Lampkin y Jordi Tarrés, dos mitos de este deporte consiete títulos mundiales cada uno, pero sí lo consiguió en 2008 conquistando su octavo título mundial. Compartió equipo Montesa-HRT con Toni Bou y Takahisa Fujinami hasta 2011. En la temporada 2012 corrió para Gas Gas consiguiendo su decimosegundo Campeonato del Mundo de Trial Femenino.

### Dakar y enduro
En 2010 Laia finalmente tuvo la esperada oportunidad de entrenar para el Rally Dakar, un sueño de la infancia, y se unió al Dakar Legend con Jordi Arcarons como entrenador, otro sueño infantil. También participó en el Campeonato del Mundo de Enduro Femenino como parte del entrenamiento para el Dakar, y logró un tercer lugar muy respetable a pesar de participar en dos de los tres eventos. También continuó compitiendo en Trial, categoría donde ganó los campeonatos del Mundo, de Europa, de España y de las Naciones.
Participó en la edición 2011 del Rally Dakar, con una Honda CRF450X  en el equipo Arcarons RST KH-7, ganó la clase femenina, y logró un rendimiento muy coherente con una posición número 39 en general. En el Campeonato del Mundo de Enduro Femenino participó en todos los eventos y acabando en segunda posición.

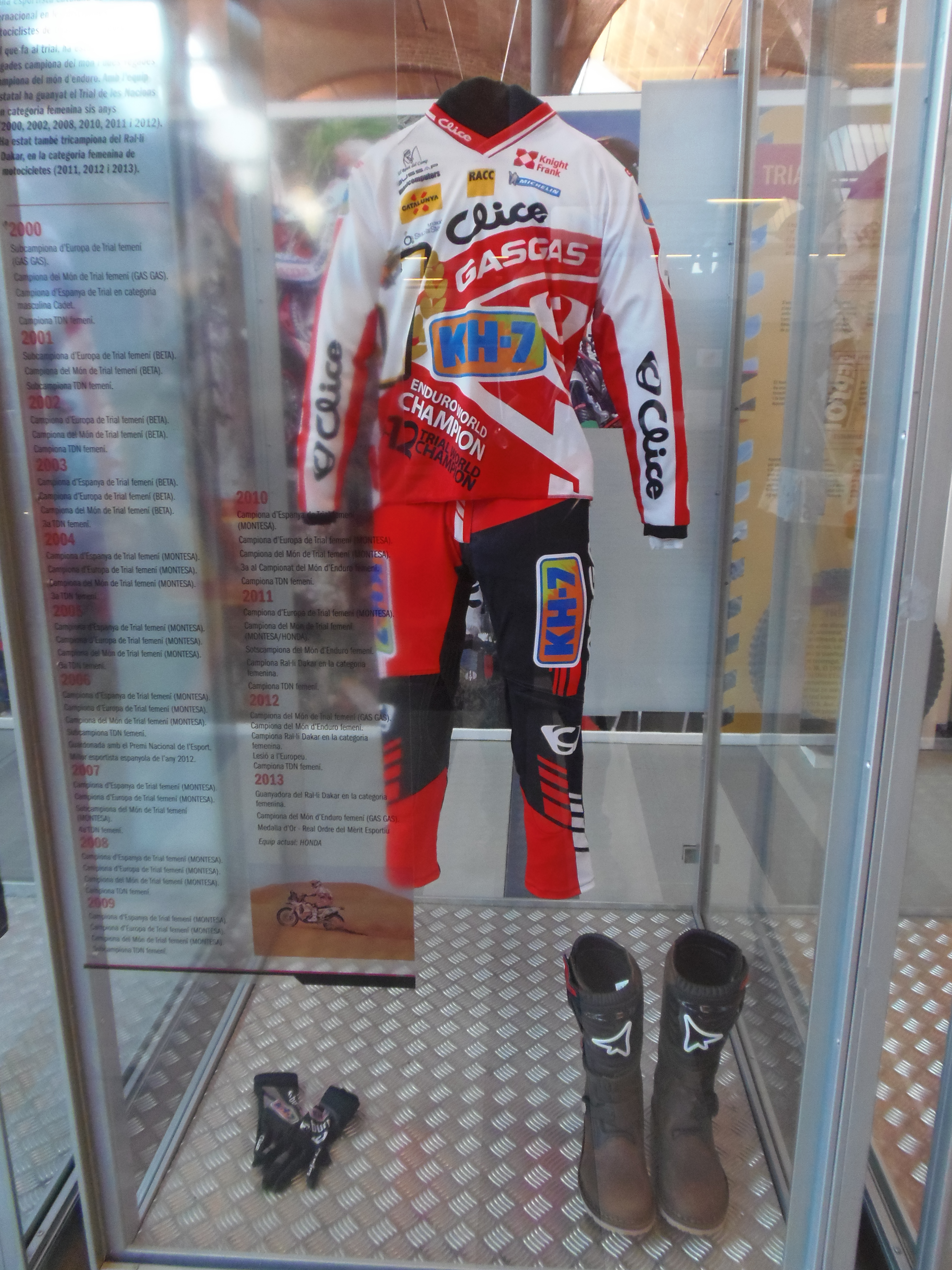
Equipamiento de Laia Sanz del Rally Dakar de 2012, equipo Gas Gas

Para la edición 2012 del Rally Dakar se traslada al equipo Gas Gas, haciendo su debut oficial en la competición, y cuenta con Marc Guasch como mochilero. Laia sufrió un accidente durante la 4.ª etapa y se lesionó la mano y se dañó el tanque de gasolina de su Gas Gas 450 cc pero ella siguió adelante y logró terminar la etapa. Marc tuvo una grave caída en la 8.ª etapa, que lo dejó con cuatro costillas rotas, un pulmón perforado y daños en el bazo. A pesar de tener que continuar el rally sin mochilero, Laia repite su posición número 39 y, al ser la única mujer para acabar el rally en moto, ganadora de la clase femenina. Además ese año gana su primer Campeonato del Mundo de Enduro femenino, con lo que completa con otro título que le faltaba aún más su increíble palmarés.
Llegó a la edición 2013 del Rally Dakar con el objetivo de entrar entre los 30 primeros de la clasificación general. Esta vez contaba de nuevo con Marc Guasch como mochilero y el granadino Miguel Puertas. Laia hizo una gran primera semana acabando en una meritoria 13.º plaza en la etapa 8.º, que le hizo colocarse en la 29.º en la general, justo antes de la etapa de descanso. Sin embargo en la 9.º etapa Laia tiene problemas con el vaporizador del aceite de su moto y tiene que ser remolcado durante 400 kilómetros por su mochilero Miguel Puertas dando ambos una muestra de garra y coraje. Consiguieron llegar al campamento de Córdoba casi 15 horas después del ganador de la etapa, lo que le hizo perder muchas plazas en la general. Tras los problemas, Laia volvió a repetir buenas etapas, y finalmente logró el 93.er puesto en la general, volviendo a ser la única mujer en acabar la prueba y ganado de nuevo la clase femenina, con lo que se ganó el apodo de la La Reina del Desierto. Ese mismo año ganaría su decimotercer título en trial (y el último) y su segundo en enduro.
De cara al Rally Dakar 2014 ficha por el equipo Honda, aunque con una moto no oficial. Sin embargo, pronto se darían todos cuenta de su gran potencial ya que acabó 8.º en la novena etapa y logró un histórico 16.º puesto en la general final, lo que le valdría de nuevo para ser la mejor en categoría femenina. Además, recibió una sanción de una hora y media por saltarse uno de los way point en la quinta etapa, por lo que sin esa sanción hubiera quedado dentro del Top 15. Ese mismo año también ganaría su tercer título de enduro y haría de nuevo historia al ser la primera mujer en ganar una etapa en un Rally raid al ganar la tercera etapa del Rally de Merzouga y acabar 6.º en la general final, además de llevarse una nueva etapa.
Estos resultados llevan a Honda a darle una moto oficial para el Rally Dakar de 2015, en el que mejoró sus actuaciones anteriores, llegando entre los diez primeros en casi todas las especiales, y disputando la victoria en alguna de las etapas; en la última etapa perdió el 8.º puesto de la general ante el eslovaco Ivan Jakeš, pero logró la mejor clasificación en motos de una mujer en la historia del rally al terminar novena, superando a la francesa Christine Martin, décima en 1981. Vuelve a ganar el título mundial de enduro, por cuarta vez consecutiva.

### Otros

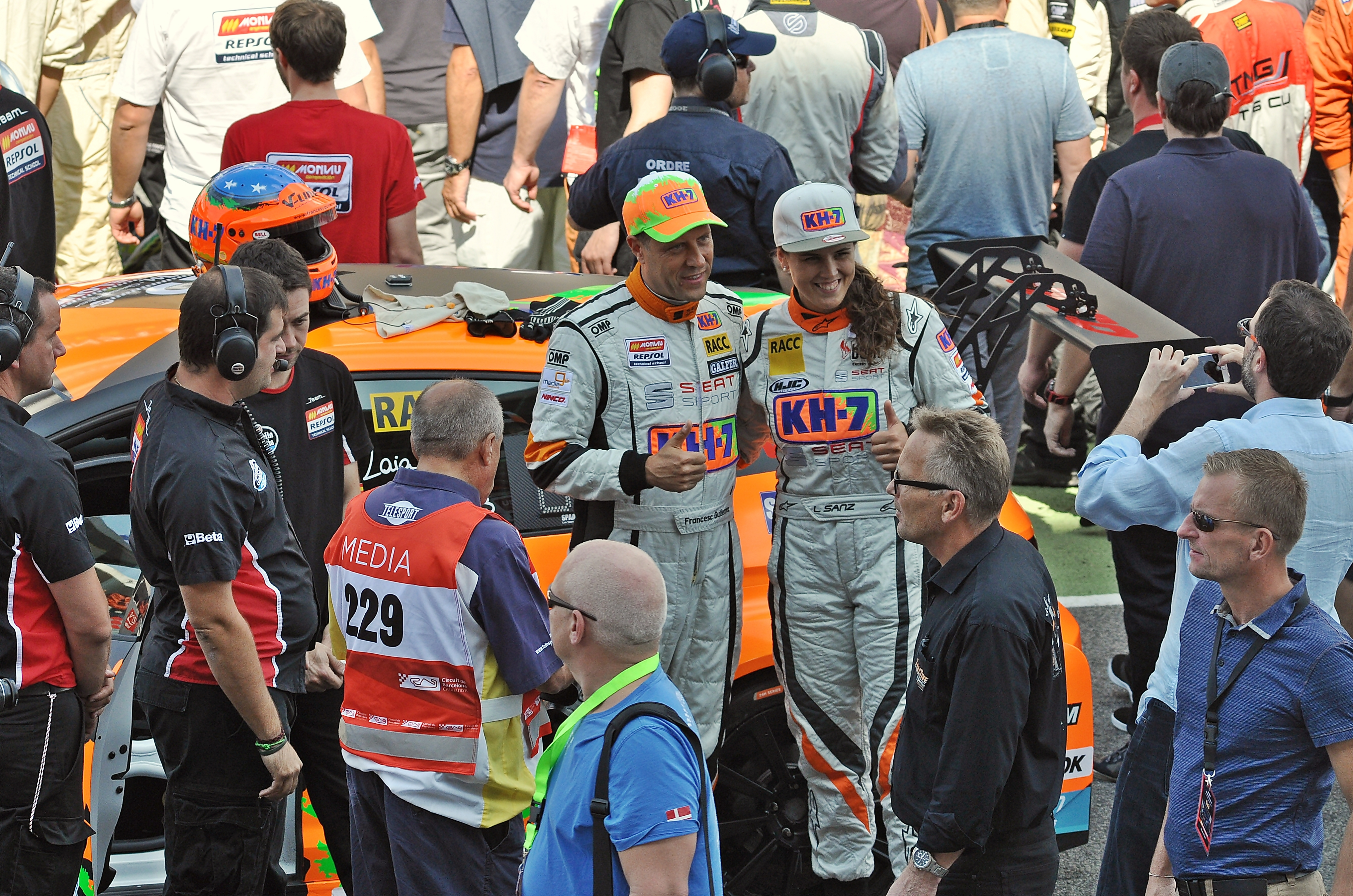
Laia (derecha) con Francesc Gutiérrez (izquierda) en las 24 Horas de Barcelona de 2015

Además del mundo del motociclismo, Laia participó en el 2012 en el Campeonato de España de Resistencia a bordo de un Renault Clio Cup, quedando 28.ª en la clase general y llevándose la Clase Damas.
Entre los numerosos premios que ha recibido, galardones de periódicos y revistas nacionales e internacionales incluidos, destaca el Premio Nacional del Deporte Reina Sofía, como la mejor deportista española, con que fue galardonada el 18 de julio de 2007.
El 30 de octubre de 2013 recibe la Medalla de Oro de la Real Orden del Mérito Deportivo, la más alta distinción que se otorga al deporte en España.

## Palmarés

### Trial
| Año   | Motocicleta | C. Mundo femenino | C. de Europa femenino | Trial de las Naciones femenimo | C. de España femenino | Otro                                  | Títulos |
| ----- | ----------- | ----------------- | --------------------- | ------------------------------ | --------------------- | ------------------------------------- | ------- |
| 2000  | Beta        | 1.ª               | 2.ª                   | 1.ª                            | -                     | Campeona España Cat. Masculina Cadete | 3       |
| 2001  | Beta        | 1.ª               | 2.ª                   | 2.ª                            | -                     |                                       | 1       |
| 2002  | Beta        | 1.ª               | 1.ª                   | 1.ª                            | -                     |                                       | 3       |
| 2003  | Beta        | 1.ª               | 1.ª                   | 3.ª                            | 1.ª                   |                                       | 3       |
| 2004  | Montesa     | 1.ª               | 1.ª                   | 3.ª                            | 1.ª                   |                                       | 3       |
| 2005  | Montesa     | 1.ª               | 1.ª                   | 3.ª                            | 1.ª                   |                                       | 3       |
| 2006  | Montesa     | 1.ª               | 1.ª                   | 2.ª                            | 1.ª                   |                                       | 3       |
| 2007  | Montesa     | 2.ª               | 1.ª                   | 4.ª                            | 1.ª                   |                                       | 2       |
| 2008  | Montesa     | 1.ª               | 1.ª                   | 1.ª                            | 1.ª                   |                                       | 4       |
| 2009  | Montesa     | 1.ª               | 1.ª                   | 2.ª                            | 1.ª                   |                                       | 3       |
| 2010  | Montesa     | 1.ª               | 1.ª                   | 1.ª                            | 1.ª                   |                                       | 4       |
| 2011  | Montesa     | 1.ª               | 1.ª                   | 1.ª                            | -                     |                                       | 3       |
| 2012  | Gas Gas     | 1.ª               | 9.ª                   | 1.ª                            | -                     |                                       | 2       |
| 2013  | Montesa     | 1.ª               | -                     | -                              | -                     |                                       | 1       |
| 2021  | Gas Gas     | 1.ª               | -                     | 1.ª                            | -                     |                                       | 2       |
| Total |             | 14                | 10                    | 7                              | 8                     | 1                                     | 40      |

### Enduro
| Año   | Motocicleta | C. Mundo Enduro femenino | Rally Dakar | X Games (Endurocross)            | Otro | Títulos |
| ----- | ----------- | ------------------------ | ----------- | -------------------------------- | --- | ------- |
| 2010  | Honda       | 3.ª                      |             |                                  | | -       |
| 2011  | Honda       | 2.ª                      | 39.ª        |                                  | Ganadora Rally Dakar en Cat. Femenina | -       |
| 2012  | Gas Gas     | 1.ª                      | 39.ª        |                                  | Ganadora Rally Dakar en Cat. Femenina | 1       |
| 2013  | Honda       | 1.ª                      | 93.ª        | 3 medallas de oro y una de plata | Ganadora Rally Dakar en Cat. Femenina | 1       |
| 2014  | Honda       | 1.ª                      | 16.ª        |                                  | Ganadora Rally Dakar en Cat. Femenina | 1       |
| 2015  | Honda / KTM | 1.ª                      | 9.ª         | 1 medalla de oro                 | Ganadora Rally Dakar en Cat. Femenina, 9.ª en la general final absoluta, siendo el mejor resultado en moto de una mujer en la historia del Dakar | 1       |
| 2016  | KTM         | 1.ª                      | 15.ª        |                                  | Ganadora Rally Dakar en Cat. Femenina | 1       |
| 2017  | KTM         | -                        | 16.ª        |                                  | Ganadora Rally Dakar en Cat. Femenina | -       |
| 2018  | KTM         | -                        | 12.ª        |                                  | Ganadora Rally Dakar en Cat. Femenina | -       |
| 2019  | KTM         | -                        | 12.ª        |                                  | Ganadora Rally Dakar en Cat. Femenina | -       |
| 2020  | Gas Gas     |                          | 18.ª        |                                  | Ganadora Rally Dakar en Cat. Femenina |         |
| 2021  | Gas Gas     | 1.ª                      | 17.ª        |                                  | Ganadora Rally Dakar en Cat. Femenina |         |
| Total |             | 6                        | -           |                                  | (11) | 6       |

## Condecoraciones
| Distinción                                                      | Año  |
| --------------------------------------------------------------- | ---- |
| Medalla de Oro - Real Orden del Mérito Deportivo                | 2013 |
| Galardón                                                        | Año  |
| Premio Nacional del Deporte «Mejor deportista española del año» | 2006 |